# HD 1632
HD 1632，又名BD+32 45，SAO 53825、HR 79，是一颗恒星，视星等为5.79，位于銀經115.53，銀緯-29.52，其B1900.0坐标为赤經0h 15m 31.6s，赤緯+32° -29.52′ 24″。